# Argiope Linea
L'Argiope Linea è una struttura geologica della superficie di Europa.